# Aleksiej Fiodorow (generał)
Aleksiej Fiodorowicz Fiodorow (ros. Алексе́й Фёдорович Фёдоров, ur. 17 marca?/30 marca 1901 we wsi Łocmanska Kamianka (obecnie część Dniepra), zm. 9 września 1989 w Kijowie) – radziecki dowódca wojskowy i partyzancki, działacz partyjny i państwowy, generał major, dwukrotny Bohater Związku Radzieckiego (1942 i 1944).

## Życiorys
Pochodził z rodziny chłopskiej, skończył 4 klasy szkoły podstawowej, 1920 wstąpił do Armii Czerwonej. Brał udział w wojnie domowej, od 1924 pracował na budowie kolei, w 1927 przyjęty do partii komunistycznej, w 1932 skończył technikum budowlane w Czernihowie. 1932–1938 funkcjonariusz partyjny i związkowy, od 1938 I sekretarz Komitetu Obwodowego KP(b)U w Czernihowie.
We wrześniu 1941 został I sekretarzem podziemnego Komitetu Obwodowego KP(b)U w Czernihowie, szefem obwodowego sztabu ruchu partyzanckiego i dowódcą zjednoczenia oddziałów partyzanckich w obwodzie czernihowskim. Wyróżniał się wybitnymi zdolnościami organizacyjnymi i dowódczymi, 1942 jego komitet nawiązał łączność z Komitetem Centralnym KP(b)U. W marcu 1942 partyzanci podjęli szereg operacji bojowych, tocząc 16 walk z Niemcami, niszcząc 33 mosty drogowe i kolejowe, wykolejając 5 pociągów i niszcząc 2 fabryki; ponadto prowadzili działalność propagandową, wydając do listopada 1942 roku 33 broszury w nakładzie 500 tysięcy egzemplarzy. 23 marca 1942 zgrupowanie partyzanckie liczące 900 ludzi zostało otoczone przez 7000 niemieckich żołnierzy, jednak zdołało wydostać się z okrążenia, zadając wrogowi straty ok. 200 zabitych. 18 maja 1942 „za wzorowe wykonywanie zadań bojowych w partyzanckiej walce przeciwko niemiecko-faszystowskim najeźdźcom na tyłach wroga, i wykazywanie męstwa i bohaterstwa”, został uhonorowany tytułem Bohatera ZSRR. Latem i jesienią 1942 czernihowscy partyzanci jeszcze nasilili swoje działania; na początku 1943 pod dowództwem Fiodorowa było 12 oddziałów partyzanckich liczących łącznie 5462 ludzi. 11 marca 1943 partyzanci pod dowództwem Fiodorowa przeszli na Ukrainę Prawobrzeżną, do czerwca 1943 rozszerzyła swoją działalność na Wołyń, a także na obwód briański, orłowski i obwody Białorusi. W kwietniu 1943 Fiodorow został mianowany generałem-majorem. Od 7 lipca 1943 do 14 marca 1944 zgrupowanie przeprowadzało operację „Kowelski Węzeł” polegającą na niszczeniu transportów kolejowych w okolicach węzła kolejowego w Kowlu; wykolejono 549 pociągów z paliwem, amunicją, sprzętem wojskowym i ludźmi. Łącznie podczas okupacji niemieckiej na Ukrainie partyzanci Fiodorowa stoczyli 158 potyczek z wrogiem, wykoleili 675 pociągów towarowych i 8 pancernych, wysadzili 47 mostów drogowych i kolejowych, zniszczyli dziesiątki kilometrów linii kolejowych, 26 składów i zbiorników paliwa i 39 składów broni i amunicji. 4 stycznia 1944 „za wybitne zasługi w rozwoju ruchu partyzanckiego i przejawianie przy tym odwagi i bohaterstwa” otrzymał tytuł Bohatera ZSRR po raz drugi.
Od kwietnia 1944 w służbie partyjnej, w latach 1944–1949 I sekretarz Komitetu Obwodowego KP(b)U w Chersoniu, w 1950–1952 w Izmailu, a od 1952 w Żytomierzu. W 1950 na kursach Akademii Nauk Społecznych przy KC WKP(b). 1957–1979 minister ubezpieczeń społecznych Ukraińskiej SRR, od 1979 na robocie społeczno-politycznej. Członek Prezydium Sowieckiego Komitetu Weteranów Wojny, przewodniczący Komisji ds. Byłych Partyzantów Wielkiej Wojny Ojczyźnianej przy Prezydium Rady Najwyższej Ukraińskiej SRR. Deputowany do Rady Najwyższej ZSRR od 1 do 11 kadencji i Rady Najwyższej Ukraińskiej SRR od 1 do 7 kadencji. 
Pochowany został na cmentarzu Bajkowa.

## Odznaczenia i wyróżnienia
- Złota Gwiazda Bohatera ZSRR (dwukrotnie – 1942[1] i 1944[2])
- Order Lenina (ośmiokrotnie – 7 lutego 1939, 18 maja 1942, 23 stycznia 1948, 26 lutego 1958, 24 kwietnia 1961, 23 października 1967, 27 marca 1981 i 28 marca 1986)
- Order Rewolucji Październikowej (31 marca 1971)
- Order Suworowa I klasy (2 maja 1945)
- Order Bohdana Chmielnickiego (ZSRR) I klasy (7 sierpnia 1944)
- Order Wojny Ojczyźnianej I klasy (11 marca 1985)
- Order Wojny Ojczyźnianej II klasy (1 lutego 1945)
- Order Czerwonego Sztandaru Pracy (17 marca 1976)
- Order Czerwonej Gwiazdy (6 listopada 1945)
- Medal „Za zwycięstwo nad Niemcami w Wielkiej Wojnie Ojczyźnianej 1941–1945”
- Medal jubileuszowy „Dwudziestolecia zwycięstwa w Wielkiej Wojnie Ojczyźnianej 1941–1945”
- Medal jubileuszowy „Trzydziestolecia zwycięstwa w Wielkiej Wojnie Ojczyźnianej 1941–1945”
- Honorowe Obywatelstwo Kijowa (1982)
- Honorowe Obywatelstwo Kowla (1969)